# ریشارد کوتیس
ریشارد کوتیس (لهستانی: Ryszard Kotys؛ زادهٔ ۲۰ مارس ۱۹۳۲) بازیگر اهل لهستان است.
از فیلم‌ها یا برنامه‌های تلویزیونی که وی در آن نقش داشته‌است، می‌توان به سرگذشت استاد تواردوفسکی، وابانک، کینگ‌سایز، هنرمندان، قهرمان سال، عملیات هیملر، ترانه عاشقانه‌ای برای یانوشک، زندگی برای زندگی: ماکسیمیلیان کلبه، المپیک ۴۰، تیم، بازیگران شهرستانی، قماری بالاتر از زندگی، جهان به روایت خانواده کیپسکی، زنی تنها و یک نسل اشاره کرد.